# Jean-Pierre Daviet
Pour les articles homonymes, voir Daviet.
Jean-Pierre Daviet, né à Annecy le 2 octobre 1945 et mort à Saint-Malo le 9 juillet 2025, est un historien, professeur à l'université de Caen.

## Biographie
Ancien élève de l'École normale supérieure d'Ulm (promotion 1965), agrégé d'histoire et docteur d'État ès lettres, il est professeur d'histoire économique à l'École normale supérieure de Cachan puis à l'université de Caen.
Il consacre sa thèse de doctorat d’État ès lettres à l’histoire de la Compagnie de Saint-Gobain. Il est l’auteur de nombreux travaux sur l’histoire des entreprises et sur la société industrielle.
Jean-Pierre Daviet  succombe à une crise cardiaque le 9 juillet 2025 à Saint-Malo.

## Publications
- (es) Historia universal SIGLO XXI - Volume 27, La época de la burguesía avec Guy Palmade, Patrick Verley, Siglo XXI de España Editores, 1976
- La Compagnie Saint-Gobain de 1830 à 1939 une entreprise française à rayonnement international, Paris, Ed. des Archives Contemporaines (1988) [3]
- Archives d’entreprises du XIXe siècle : industrie mécanique, industrie textile, avec Alain Cottereau, Laurent Thévenot, Bibliothèque nationale (1989)
- Une multinationale à la française histoire de Saint-Gobain, 1665–1989, Fayard (1989)[4],[5]
- Culture d’entreprise et innovation, avec P. J. Bernard, Presse du CNRS, 1992, réédition en 2018
- Nouvelle histoire économique de la France contemporaine, tome 1 - L'économie préindustrielle 1750–1840, La Decouverte 1993 [6]
- Crédit Commercial de France - Une banque dans le siècle 1894–1994, avec Michel Germain, Textuel 1994
- L'histoire d'entreprise en France: essai bibliographique, avec Alain Beltran, Michèle Ruffat, Paris: Institut d’histoire du temps présent, 1995
- La société industrielle en France, 1814–1914 : productions, échanges, représentations, Seuil, 1997
- La Normandie au XIXe siècle. Entre tradition et modernité par Yannick Marec, Jean-Pierre Daviet, Bernard Garnier, Jean Laspougeas et Jean Quellien, éd. Ouest-France, 2015 [7]